# Jóhann Birnir Guðmundsson
Jóhann Birnir Guðmundsson (transkripcí Jóhann Birnir Gudmundsson; * 5. prosince 1977, Reykjavík) je islandský fotbalový záložník a bývalý reprezentant, který v současnosti působí v islandském klubu Keflavík ÍF (k listopadu 2015).
Mimo Island působil na klubové úrovni v Anglii, Norsku a Švédsku. V islandském národním týmu odehrál 8 zápasů.

## Klubová kariéra
- Keflavík ÍF (mládež)
- Keflavík ÍF 1994–1998
- Watford FC 1998–2001
- →  Cambridge United FC (hostování) 2000–2001
- FK Lyn 2001–2003
- Örgryte IS 2004–2006
- GAIS 2006–2008
- Keflavík ÍF 2008–

## Reprezentační kariéra
V A-mužstvu Islandu debutoval 27. 7. 1997 v přátelském utkání v Höfnu proti reprezentaci Faerských ostrovů (výhra 1:0). Celkem odehrál v letech 1997–2004 v islandském národním týmu 8 zápasů, gól nevstřelil.